# 2573 Ганну Олаві
2573 Ганну Олаві (2573 Hannu Olavi) — астероїд головного поясу, відкритий 10 березня 1953 року.
Тіссеранів параметр щодо Юпітера — 3,201.